# Arupadaividu
Arupadaividu (auch Arupadai Veedu, Tamil: அறுபடைவீடு Aṟupaṭaivīṭu [ˈarɯpaɖɛi̯ˌʋi̯ːɖɯ] „sechs Feldlager“) ist eine Bezeichnung für eine Gruppe von sechs Hindu-Tempeln im südindischen Bundesstaat Tamil Nadu, die dem Gott Murugan (Skanda) geweiht sind. Zu dieser Gruppe gehören die Murugan-Tempel von Palani, Tiruchendur, Tiruttani, Tirupparankundram und Swamimalai. Die Identität des sechsten Tempels ist strittig, oft wird jedoch der Pazhamudircholai-Tempel bei Alagarkoil genannt.

## Das Konzept der sechs Tempel Murugans
Der Gott Skanda, nach der hinduistischen Mythologie einer der beiden Söhne Shivas und Parvatis, spielt in der Glaubenspraxis Nordindiens praktisch keine Rolle, ist unter den Tamilen unter dem Namen Murugan aber eine der populärsten Gottheiten. Mit dem Murugan-Kult ist die Vorstellung verknüpft, sechs Tempel, die sogenannten Arupadaividu, seien besonders eng mit Murugan verbunden. Das Konzept der sechs Arupadaividu-Tempel geht zurück auf das Tirumurugatruppadai („Wegweiser zu Murugan“), einem Text der Dichters Nakkirar aus dem 6. Jahrhundert. Ihre heutige Popularität haben Arupadaividu-Tempel aber vor allem dem Aufleben des Murugan-Kultes in Tamil Nadu seit dem späten 19. Jahrhundert und den verbesserten Reisemöglichkeiten ab dem 20. Jahrhundert zu verdanken.
Die Arupadaividu-Tempel sind ein Beispiel für einen Cluster von Tempeln, die zu einer Gruppe zusammengefasst werden. Andere bekannte Tempelcluster in Tamil Nadu sind die Pancha-Bhuta-Tempel, in denen sich Shiva nach hinduistischer Vorstellung in jeweils einem der fünf Elemente verkörpert, und die neun Navagraha-Tempel, die den Himmelskörpern gewidmet sind.
Jeder Tempel der sechs Arupadaividu-Tempel wird mit einem bestimmten Aspekt der Mythologie Murugans assoziiert: Tirupparankundram gilt als der Ort, an dem Murugan seine Gefährtin Teyvayanai heiratete, in Tiruchendur soll er aufgebrochen sein, um den Dämon Surapadman zu besiegen, nach Palani zog er sich beleidigt zurück, nachdem er von seinem Bruder Ganesha in einem Wettstreit besiegt wurde. Swamimalai ist der Ort, an dem Murugan seinem Vater Shiva die Bedeutung der Silbe Om gelehrt haben soll und nach Tiruttani soll er sich zurückgezogen haben, nachdem er seine zweite Frau Valli heiratete.

## Sakraltopografie
Bei den Tempeln von Palani, Tiruchendur, Tiruttani, Tirupparankundram und Swamimalai ist die Zugehörigkeit zu den Arupadaividu-Tempeln allgemein anerkannt. Die Identität des sechsten Tempels ist strittig: Oft wird der Pazhamudircholai-Tempel bei Alagarkoil genannt. aber auch andere Murugan-Tempel erheben Anspruch auf den Status. Häufig findet sich die Angabe, jeder beliebige Murugan-Tempel in Tamil Nadu sei der sechste Arupadaividu-Tempel.
Die Arupadaividu-Tempel sind über ganz Tamil Nadu verteilt: Tiruttani liegt im Norden nahe der Grenze zum Nachbarbundesstaat Andhra Pradesh, Swamimalai im Kaveri-Delta nahe Kumbakonam in Zentral-Tamil-Nadu, Palani am Fuß der Palani-Berge im Westen, Tirupparankundram und Pazhamudircholai bei Madurai im südlichen Binnenland und Tiruchendur an der Küste des Indischen Ozeans im äußersten Süden. Durch ihre Lage stecken die Arupadaividu-Tempel Tamil Nadu als Domäne Murugans ab und verankern Murugan gleichzeitig in Tamil Nadu. So untermauert das Konzept der Arupadaividu-Tempel die heute gängige Vorstellung von Murugan als „Gott der Tamilen“.
Der Gott Murugan wird häufig mit den Bergen assoziiert. So finden sich Murugan-Tempel oft auch auf Bergen und Hügelkuppen. Fünf von sechs Arupadaividu-Tempeln stehen auf Anhöhen. Das Spektrum reicht dabei von bewaldeten Berghängen in Pazhamudircholai über steile Felsen wie in Tirupparankundram bis zu einem kleinen künstlichen Hügel in Swamimalai. Einzig der Tempel von Tiruchendur befindet sich nicht auf einem Hügel, sondern direkt an der Meeresküste.

## Pilgerpraxis
Die Arupadaividu-Tempel sind beliebte Pilgerziele, die entweder einzeln oder gesammelt im Rahmen von Wallfahrtsreisen besucht werden. Von ihrer Popularität zeugt die Tatsache, dass der Murugan-Tempel von Palani die am meisten besuchte Pilgerstätte Tamil Nadus ist. An einem normalen Tag besuchen 10.000–12.000 Gläubige den Tempel, zu besonderen Anlässen vervielfacht sich die Zahl. Verschiedene Reiseveranstalter bieten organisierte Touren an, bei denen alle sechs Arupadaividu-Tempel aufgesucht werden. So ist bei der Tourismusbehörde des Bundesstaates Tamil Nadu eine viertägige Arupadaividu-Busreise buchbar.

## Liste der Arupadaividu-Tempel
| Heiligtum         | Ort               | Distrikt             | Koordinaten          | Bild              |
| ----------------- | ----------------- | -------------------- | -------------------- | ----------------- |
| Tirupparankundram | Tirupparankundram | Distrikt Madurai     | 9° 53' N, 78° 4' O   | Tirupparankundram |
| Tiruchiralaivay   | Tiruchendur       | Distrikt Thoothukudi | 8° 30' N, 78° 8' O   | Tiruchendur       |
| Tiruvavinankudi   | Palani            | Distrikt Dindigul    | 10° 26' N, 77° 31' O | Palani            |
| Tiruverakam       | Swamimalai        | Distrikt Thanjavur   | 10° 57' N, 79° 20' O | Swamimalai        |
| Kundrutoradal     | Tiruttani         | Distrikt Tiruvallur  | 13° 10' N, 79° 36' O | Tiruttani         |
| Palamudircholai   | bei Alagarkoil    | Distrikt Madurai     | 10° 6' N, 78° 13' O  |                   |

## Belege
1. ↑  Vergleiche z. B. die Auflistung auf der Website murugan.org.
2. ↑  Clothey 1979, S. 117.
3. ↑  Clothey 1979, S. 116.
4. ↑   Website der Stadtverwaltung von Palani. (Memento vom 28. Juni 2012 im Internet Archive)
5. ↑   Website von Tamil Nadu Tourism. (Memento vom 3. Juni 2012 im Internet Archive)